# Sommarkryddäpple
Sommarkryddäpple är en äppelsort av okänt ursprung, Olof Eneroth hävdade dock att äpplet har Holland som ursprung. Äpplet som är relativt litet har mestadels ett grönaktigt skal och ett fruktkött som är saftigt. Sommarkryddäpple plockas i augusti.Sommarkryddäpple mognar i september och håller sig därefter endast under en kort period. Äpplet är främst ett ätäpple. I Sverige odlas Sommarkryddäpple gynnsammast i zon 1-3.